# ديون دونوهيو
ديون دونوهيو (بالإنجليزية: Dion Donohue)‏ (26 أغسطس 1993 في المملكة المتحدة - ) هو لاعب كرة قدم بريطاني في مركز الوسط. لعب مع نادي إيفرتون ونادي تشيسترفيلد وSutton Coldfield Town F.C. ‏ ونادي بورثمادوغ وHolyhead Hotspur F.C. ‏ وكارنارفون تاون ‏.

## وصلات خارجية
- ديون دونوهيو على موقع قاعدة بيانات كرة القدم.إي يو (الإنجليزية)
- ديون دونوهيو على موقع Soccerbase.com (لاعب) (الإنجليزية)